# سلواد

## سلواد

كما تبدو من مستوطنة إسرائيلية

مستوطنة من الجو

سلواد بلدة فلسطينية تقع في الضفة الغربية من أراض السلطة الفلسطينية. وتتبع محافظة رام الله والبيرة وقعت تحت الاحتلال الإسرائيلي في حرب 1967.

## التسمية
كلمة «سلواد» تتكون من مقطعين «سل» «واد» وهي بالأصل سيل الواد، وحسب بعض المؤرخين قيل أن كلمتين "لسان" و "وادي" وتعني "لسان الوادي".

## التاريخ
تاريخ البلدة من تاريخ فلسطين الطويل. فمثلاً يذكر أنه قد تعاون أهل البلدة مع أهالي المزرعة الشرقية المجاورة في مساعدة جيش صلاح الدين الأيوبي.
بدأت بهجرة كبيرة قبل اكثر من 350 سنة ويؤكد ذلك عدم ذكر الرحالة للبلد عندما مروا بأراضيها إضافة إلى الأنماط الاجتماعية السائدة فيها قديماً والتي تشير إلى أنهم كانوا لا يزالون حديثو عهد ببداوة مثل الانغلاق والرغبة بالاستقلال بمجتمعهم الصغير.
بدأت قريةً فبلدة وأصبحت اليوم مدينةً ومركزاً، وكانت منذ مئات السنين مركزاً للقرى المجاورة تعليمياً وتجارياً وفي الوقت الحاضر مركزاً طبياً وتقع شمال القدس حيث اعتبرت قديماً من قرى بيت المقدس ثم أصبحت تتبع مدينة رام الله التي تتبع القدس وتقع في شمال شرق رام الله وعلى طريق القدس نابلس.
توجد في البلد آثار مماليك وعثمانيين وصليبية.

### في المقاومة الفلسطينية
انخرط أبناء البلدة بالفعل المقاوم منذ فترة مبكرة حيث التحق محمد عبد العزيز أبو رية بعصبة القسام وشارك في ثورة عام 1936، ثم أسس رفقة عبد الرزاق الدراوية فصيلًا سلواديًا مقاتلًا شارك في معارك القدس خلال حرب النكبة عام 1948.
وشهدت البلدة نشاطًا مقاومًا بعد احتلالها عام 1967، منها مجموعة زين الدين النجار التي نفذت عدة عمليات عسكرية منها إطلاق نار على معسكر تل العاصور وإطلاق قنابل يدوية في منطقة وعر العدس.
شهدت البلدة مواجهات مستمرة وعنيفة خلال الانتفاضة الأولى (1987-1993) واستشهد سبعة من أبناءها.
نشطت خلية سلواد التابعة لكتائب القسام خلال الانتفاضة الثانية بين فترتي (نيسان 2002- كانون الأول 2003)، وقد نفذت إحدى عشر عملية إطلاق نار على مواقع جيش الاحتلال والمستوطنين في منطقة شرق رام الله وقد وثقت الخلية نشاطها في كتاب من صفحات العز
ينحدر منها خالد مشعل رئيس المكتب السياسي لحركة المقاومة الإسلامية (حماس)، وقائد كتائب القسام الأسير إبراهيم حامد.
أما اليوم فهي من أكثر بلدات رام الله التي قدمت شهداء وفدائيون ضد الاحتلال الصهيوني.
و في المقاومة أيضاً قدمت سلواد الكثير أمثال: إبراهيم حامد: قائد كتائب عز الدين القسام في الضفة الغربية وهو من أخطر السجناء في السجون الإسرائيلية، وثائر حماد: منفذ عملية عيون الحرمية التي تعتبر من أخطر عمليات المقاومة الفلسطينية وقد وثقها في كتابه أوار النار.
في أغسطس من عام 2022 عاشت القرية حصاراً دام لعدة أيام حيث تم اختطاف 4 شبان من البلدة من قبل الجيش الإسرائيلي وسط تخوف من انطلاق انتفاضة مسلحة في ذلك الوقت.

## السكان
يعود أصل سكانها إلى قبيلة بني مرة الأردنية ، وقد نزحت هذه القبيلة من شرق الأردن، وتحتوي البلدة على ثلاثة عائلات كبيرة وهي: حامد وحماد وعياد بلغ عدد سكان بلدة سلواد في تعداد عام 2017 حوالي 6,342 نسمة. وبلغ عدد سكانها 6,850 نسمة عام 2021، واشتهر سكانها بزراعة التين والعنب والزيتون
مخيم سلواد هو أحد مخيمات اللاجئين الفلسطينيين, وهو مخيم صغير  يقع بالقرب من قرية سلواد شمال شرق رام الله, ويبلغ تعداد سكانه ما يقارب (500) نسمة حسب احصاء العام 2016

## شخصيات بارزة

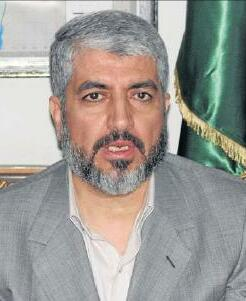
خالد مشعل، من الشخصيات البارزة من سلواد

- خالد مشعل، من الشخصيات البارزة من سلواد
- خالد مشعل.
- الأسير إبراهيم حامد.
- إبراهيم خليل عياد.
- فتح الله السلوادي.
- فاطمة ريما.
- قدورة فارس.
- خليل عياد.

## مساحة سلواد
مساحة الأرض التي تحت صلاحيات بلدية مدينة سلواد 1850 دونماً بينما يملك أهل سلواد 25000 دونماً خارج وداخل حدود البلدية. كانت مساحتها العمرانية 72 دونما عام 1945م، وتملك سلواد 18880 دونماً في عام 1945م منها 880 للطريق والوديان.

## الاستيطان في سلواد
استُقطع جزء كبير من أراضي بلدة سلواد لإقامة المستوطنات، حيث أُقيمت مستوطنة عوفرا عام 1975 على أراضي البلدة، وتبلغ مساحتها حوالي 800 دونم.[1] كما استولى الاحتلال على مساحات واسعة من الأراضي الزراعية غرب سلواد، والتي تحتوي على آثار قديمة، لإقامة شارع 60 الالتفافي الاستيطاني، المرتبط بنقطة عسكرية عند المدخل الغربي للبلدة.[2]
بالإضافة إلى ذلك، يشمل الاستيطان تل العاصور، وهو رابع أعلى قمة في جبال فلسطين، ويقع على أراضي سلواد. هناك أقيمت قاعدة عسكرية إسرائيلية على قمته، تحتوي على ثاني محطة للإنذار المبكر.[3][4]
كما شهدت المنطقة إقامة بؤرة استيطانية تُعرف باسم عمونا، والتي أُنشئت في تسعينيات القرن الماضي على أراضٍ تعود ملكيتها لأهالي القرية. تم إزالتها في عام 2017، لكن العائلات الفلسطينية لا تزال ممنوعة من الوصول إلى تلك الأراضي.[5]

## الاعتداءاتالإسرائيلية
تعددت اعتداءات المستوطنين على بلدة سلواد حيث اعتدت على المواطن أحمد الزير بالضرب خلال تواجده في أرضه مما استدعى نقله إلى المستشفى ، إضافة إلى الاعتداء على مواطن بإطلاق النار عليه ما أدى إلى إصابته في خاصرته لينقل على أثرها إلى مركز طوارئ البلدة، واقتحام منزل المسنة الفلسطينية أم معاذ وهي أم لأسيرين والعبث بمحتوياته وتخريب الأثاث قبل اعتقالها لساعات والتحقيق معها.

## مواقع أثرية
برج البردويل: يقع غرب قرية سلواد، على تقاطع الطرق بين شمال فلسطين وجنوبها، على مسافة 32 كيلومتر من طريق القدس ونابلس وبالقرب من وادي الحرامية، ويعود البرج إلى قلعة فرنجية حصينة بنيت في بدايات الاستيطان الفرنجي في فلسطين شيدها الملك الفرنجي بلدوين، وأسمها الحالي هو تحرفه لأسم حصن بلدوين، وما زالت هناك أثار لبئر وقلعة وحجارة مزمولة. وتواجه منطقة البرج التي تعود ملكية أراضيها إلى سلواد محاولات استيطانية صهيونية مستمرة، حيث ينصب المستوطنين الصهاينة خيمهم في البرج بحجة إقامة جولات كشفية وربيعية في المكان بحماية جيش الاحتلال الصهيوني بشكل مستمر منذ عام 2015